# آي باد (الجيل السابع)
آي باد 10.2 بوصة  (آي باد (الجيل السابع) أو آي باد 7) هو حاسوب لوحي طورته وسوقته شركة أبل يتميز بشاشة رتينا مقاس 10.2 بوصة ويعمل بمعالج أبل إيه 10، . إنه خليفة لجهاز آي باد 6، أعلن عنه في 10 سبتمبر 2019، وأصدر في 25 سبتمبر 2019.